# ГЕС Дургун
ГЕС Дургун — гідроелектростанція на заході Монголії у безсточній Улоговині Великих озер, за дев'ять десятків кілометрів на північний схід від міста Кобдо. Використовує ресурс із річки Чоно-Харайх, яка витікає з Хара-Ус-Нур (живиться річками, що стікають зі східного схилу Алтаю) та впадає до іншого озера Хара-Нур (через ще кілька річок та Айраг-Нур дренується до найнижчої ланки системи — солоного озера Хярґас-Нур). Станом на 2018 рік найпотужніша ГЕС країни.
У межах проекту річку перекрили комбінованою греблею із земляної (довжина 230 метрів) та бетонної (60 метрів) секцій. Остання містить інтегрований машинний зал, обладнаний трьома турбінами типу Каплан потужністю по 4 МВт, які при напорі у 14,5 метра забезпечують виробництво 39 млн кВт-год електроенергії на рік.
Видача продукції відбувається по ЛЕП, розрахованій на роботу під напругою 110 кВ.
Гребля обладнана рибоходом для забезпечення природної міграції риби.